# 前橋連隊区
前橋連隊区（まえばしれんたいく）は、大日本帝国陸軍の連隊区の一つ。前身は高崎大隊区である。主に群馬県の徴兵・召集などの兵事事務を担任した。埼玉県の一部を管轄した時期もあった。実務は前橋連隊区司令部が執行した。1896年（明治29年）の創設以来高崎連隊区（たかさき－）と称していたが、1941年（昭和16年）に改称した。1945年（昭和20年）、同域に前橋地区司令部が設けられ、地域防衛体制を担任した。

## 概要
1888年（明治21年）5月14日、大隊区司令部条例（明治21年勅令第29号）によって高崎大隊区が設けられ、陸軍管区表（明治21年勅令第32号）により群馬県全域と埼玉県の一部が管轄区域に定められた。第一師管第一旅管に属した。
1896年（明治29年）、それまで大隊区制が執られていたものをあらたに連隊区を設ける事となった。全国を数個の師管に分け、その師管内を数個の連隊区で構成した。同年4月1日、高崎大隊区は連隊区司令部条例（明治29年勅令第56号）によって連隊区に改組され、旅管が廃止となり引き続き第一師管に属した。その管轄区域は群馬県全域と埼玉県の一部である。他の埼玉県区域は近衛師管本郷連隊区である。
1903年（明治36年）2月14日、改正された「陸軍管区表」（明治36年勅令第13号）が公布となり、再び旅管が採用され連隊区は第一師管第一旅管に属した。
日本陸軍の内地19個師団体制に対応するため陸軍管区表が改正（明治40年9月17日軍令陸第3号）され、1907年（明治40年） 10月1日、全国的に管轄区域の大幅な変更が実施された。高崎連隊区は第十四師管に移って第二十八旅管に属した。高崎連隊区の管轄区域から埼玉県部分が外れ、その区域が熊谷連隊区となる。その後、廃止となるまで群馬県全域を管轄とした。1925年（大正14年）4月6日、日本陸軍の第三次軍備整理に伴い陸軍管区表が改正（大正14年軍令陸第2号）され、同年5月1日、旅管は廃され引き続き第十四師管の所属となった。
1940年（昭和15年）8月1日、高崎連隊区は宇都宮師管に属することとなった。更に師管の上位に軍管区が設けられ、宇都宮師管は東部軍管区に属した。
1941年（昭和16年）11月1日に陸軍管区表が改められ北海道を除き一府県一連隊区設置となった。その前段として同年4月1日に陸軍管区表が改定され、高崎連隊区は前橋連隊区と改称した。
1945年には作戦と軍政の分離が進められ、軍管区・師管区に司令部が設けられたのに伴い、同年3月24日、連隊区の同域に地区司令部が設けられた。地区司令部の司令官以下要員は連隊区司令部人員の兼任である。同年4月1日、宇都宮師管は宇都宮師管区と改称された。

## 管轄区域の変遷
1888年5月14日、陸軍管区表（明治21年勅令第32号）が制定され、高崎大隊区の管轄区域が次のとおり定められた。
- 群馬県

全県
- 埼玉県

比企郡・横見郡・秩父郡・児玉郡・賀美郡・那賀郡・大里郡・幡羅郡・榛沢郡・男衾郡
1890年（明治23年）5月20日、管轄区域が次のとおり変更され、麻布大隊区から入間郡・高麗郡を編入した。
- 群馬県

全県
- 埼玉県

入間郡・高麗郡・比企郡・横見郡・秩父郡・児玉郡・賀美郡・那賀郡・大里郡・幡羅郡・榛沢郡・男衾郡
1896年4月1日、連隊区へ改組された際に管轄区域の変更はなかったが、郡制施行による郡の統廃合により陸軍管区表が改正（明治29年12月4日勅令第381号）され、1897年（明治30年）4月1日に埼玉県入間郡・高麗郡が入間郡に、比企郡・横見郡が比企郡に、児玉郡・賀美郡・那賀郡が児玉郡に、大里郡・幡羅郡・榛沢郡・男衾郡が大里郡に変更された。変更後の管轄区域は次のとおり。
- 群馬県

全県
- 埼玉県

入間郡・比企郡・秩父郡・児玉郡・大里郡
1907年10月1日、埼玉県区域を新設の熊谷連隊区へ移管し、管轄区域は群馬県全域のみとなった。その後、管轄区域は廃止されるまで変更されなかった。

## 司令官
高崎大隊区
- 横井鎮雄 歩兵少佐：1888年5月14日 -

高崎連隊区
- 横井鎮雄 歩兵中佐：不詳 - 1898年10月1日
- 井門重晴 歩兵少佐：1898年10月1日 - 1900年3月5日
- 岩元貞英 歩兵中佐：1900年3月5日 - 1902年10月30日
- 菊野景衛 歩兵少佐：1902年10月30日 -
- 菊野景衛 歩兵大佐：1906年1月15日 -
- 山田記慣 歩兵少佐：1907年2月14日 - 1910年11月30日
- 馬場鉾之助 歩兵中佐：1910年11月30日 - 1911年10月18日
- 古木秀太郎 歩兵中佐：1911年10月18日 - 1913年8月22日
- 鈴木義任 歩兵中佐：1913年8月22日 - 1914年8月10日
- 村田信乃 歩兵中佐：1914年8月10日 - 1915年10月4日
- 横田佐吉 歩兵中佐：1915年10月4日 - 1917年8月6日
- 小倉英季 歩兵中佐：1917年8月6日 -
- 森真三郎 歩兵大佐：不詳 - 1922年8月15日[11]
- 村松新一郎 歩兵大佐：1922年8月15日[11] - 1923年8月6日[12]
- 石丸志都磨 歩兵大佐：1923年8月6日[12] -
- 澤木元雄 歩兵大佐：1928年3月8日 - 1930年3月6日
- 池田水藻 歩兵大佐：1932年5月28日 - 1935年3月15日[13]

前橋連隊区
- 吉田喜徳 大佐：1941年4月1日 - 1944年6月26日
- 高橋達吉 大佐：1944年6月26日 - 1945年3月31日
- 佐々木勇 少将：1945年3月31日 - 終戦（地区司令官を兼ねる）